# SBB Ee 3/3 sorozat
Az SBB Ee 3/3 egy C tengelyelrendezésű,  15 kV 16,7 Hz AC áramrendszerű villamosmozdony-sorozat. A 430 kW teljesítményű mozdonyok legnagyobb sebessége 40 km/h. Összesen 2 db-ot gyártottak 1932-ben az SBB részére.